# Кидирбаєва Урінгуль
Урінгуль Кидирбаєва (1925, тепер Караузяцький район, Каракалпакстан, Узбекистан — ?) — радянська каракалпацька діячка, викладач історії Кара-Калпацького педагогічного інституту. Депутат Верховної ради СРСР 3—4-го скликань. Кандидат історичних наук (1956).

## Життєпис
Народилася в родині дехканина. Закінчила Чимбайське педагогічне училище, Кара-Калпацький вчительський інститут, Ташкентський педагогічний інститут.
Після закінчення Ташкентського педагогічного інституту — викладач історії СРСР та історії Узбецької РСР Кара-Калпацького педагогічного і вчительського інституту.
На 1954 рік — аспірант Інституту сходознавства Академії наук СРСР.
Подальша доля невідома.